# Chrysophyllum cuneifolium
Chrysophyllum cuneifolium – gatunek drzew należących do rodziny sączyńcowatych. Występuje na obszarze Ameryki Południowej, głównie na terenie Ekwadoru, Peru, Brazylii i Surinamu.